# برم شور علیا
برم شور علیا، روستایی از توابع بخش مرکزی شهرستان شیراز در استان فارس ایران است.
شغل بیشتر اهالی روستا رانندگی ماشین سنگین میباشد.
فوتبال در این روستا مثل قاب تپنده برای یک انسان هست. عاشقان زیادی بین اهالی وجود داره
این روستا دارای یک شهید جنگ تحمیلی بنام شهید نبی‌اله‌یزدان‌پناه میباشد.
بهترین برقکار این روستا آقای علیرضا حسینی پور هست

## جمعیت
این روستا در دهستان قره باغ قرار دارد و براساس سرشماری مرکز آمار ایران در سال ۱۳۸۵، جمعیت آن ۱۰۲۵ نفر (۲۴۵خانوار) بوده‌است.